# To the Bone (álbum de Steven Wilson)
To the Bone —en español: 'Hasta el hueso', expresión que refleja una emoción severa— es el quinto álbum de estudio del músico y productor británico Steven Wilson. Fue publicado bajo el sello discográfico Caroline International el 18 de agosto de 2017, dos años y medio tras su última obra de larga duración, Hand. Cannot. Erase., y un año y medio tras su miniálbum 4 ½.
Se anunció una gira promocional europea para el primer trimestre de 2018.

## Trasfondo
El 22 de enero de 2016, Steven Wilson lanzó el miniálbum 4 ½ que reunía canciones inéditas. Su título indica que es un "medio álbum" entre su cuarto disco de estudio, Hand. Cannot. Erase. de 2015, y el quinto venidero.
Hablando con Roling Stone India, Wilson reveló que ya había compuesto cuatro o cinco canciones para febrero de 2016 y que tal vez publicaría su álbum en noviembre de 2017 como una especie de "conmemoración" a sus cincuenta años de vida. También dijo que pensaba en la posibilidad de lanzar más de algún disco al mismo tiempo y que podría reunir todos los distintos estilos que ha explorado.

## Grabación
El 12 de diciembre de 2016, Andy Partridge de XTC confirmó ese día había comenzado la grabación del álbum y que él coescribió dos temas junto a Wilson. El 19 de diciembre se corroboró la presencia de Nick Beggs en el bajo, Craig Blundell en la batería y el productor/músico Paul Stacey (Oasis, The Black Crowes) como ingeniero de audio. Debido al cambio estilístico del álbum, Wilson declaró que volvió a ser el guitarrista principal tras varios años con Guthrie Govan en ese puesto y que tanto él como Marco Minnemann no participaron en la grabación. El Facebook del grupo Komera (donde participa Pat Mastelotto de King Crimson) confirmó que su guitarrista eslovaco, David Kollar, aparecerá en tres canciones del disco.
El 5 de enero de 2017, Wilson publicó un fragmento de él mismo junto a la cantante israelí Ninet Tayeb grabando el tema "Pariah". El 12 de febrero se anunció la aparición del armonicista Mark Feltham (quién contribuyó en la banda new wave/vanguardista Talk Talk) en un video donde grababa un tema llamado "To the Bone". En abril, se confirmó que Steven Wilson firmó con la compañía discográfica Caroline International. El 8 de mayo fue publicada la versión finalizada de "Pariah" como un sencillo y el día siguiente se oficializó el nombre y fecha de lanzamiento del disco junto a una gira europea para comienzos del 2018.

## Lista de canciones
| N.º | Título                      | Duración |  |
| 1.  | «To the Bone»               | 6:41     |  |
| 2.  | «Nowhere Now»               | 4:04     |  |
| 3.  | «Pariah»                    | 4:44     |  |
| 4.  | «The Same Asylum as Before» | 5:14     |  |
| 5.  | «Refuge»                    | 6:42     |  |
| 6.  | «Permanating»               | 3:35     |  |
| 7.  | «Blank Tapes»               | 2:09     |  |
| 8.  | «People Who Eat Darkness»   | 6:03     |  |
| 9.  | «Song of I»                 | 5:22     |  |
| 10. | «Detonation»                | 9:20     |  |
| 11. | «Song of Unborn»            | 5:56     |  |